# Liste der reichsten Iraner
Die reichsten Iraner sind nach Angaben des US-amerikanischen Magazins Forbes (Stand 2012):
| Nummer | Name                         | Nettovermögen (USD) | Herkunft des Vermögens     |
| ------ | ---------------------------- | ------------------- | -------------------------- |
| 1      | Pierre Omidyar               | 6,7 Milliarden      | eBay                       |
| 2      | Ghermezian-Familie           | 4,0 Milliarden      | Triple Five Group          |
| 3      | Paul Touradji                | 2,7 Milliarden      | Touradji Capital           |
| 4      | Nazarian-Familie             | 2,0 Milliarden      | Omninet/Qualcomm           |
| 5      | Manny Mashouf                | 1,3 Milliarden      | bebe Geschäfte             |
| 6      | Akbar Hāschemi Rafsandschāni | 1,1 Milliarden      | Regierung                  |
| 7      | Farhad Moshiri               | 1,1 Milliarden      | Metalloinvest              |
| 8      | Hourieh Peramaa              | 1,0 Milliarden      | –                          |
| 9      | Nasser David Khalili         | 1,0 Milliarden      | Grundeigentum und Kunst    |
| 10     | Merage-Familie               | 1,0 Milliarden      | Hot Pockets                |
| 11     | Omid Kordestani              | 900 Millionen       | Google                     |
| 12     | Hassan Khosrowshahi          | 850 Millionen       | Future Shop                |
| 13     | Abbas Vaez-Tabasi            | 770 Millionen       | Astan Quds Razavi          |
| 14     | Anousheh Ansari              | 750 Millionen       | Telecom Technologies       |
| 15     | Isaac Larian                 | 723 Millionen       | MGA Entertainment          |
| 16     | Mohsen Rezaee                | 660 Millionen       | Iranische Revolutionsgarde |
| 17     | David Alliance               | 450 Millionen       | N Brown Group              |
| 18     | Arash Ferdowsi               | 400 Millionen       | Dropbox                    |
| 19     | Mohammad-Ali Taschiri        | 330 Millionen       | Regierung                  |
| 20     | Mohammad Yazdii              | 330 Millionen       | Regierung                  |
| 21     | Farzad Nazem                 | 300 Millionen       | Yahoo                      |
| 22     | Abolghassem Khazali          | 275 Millionen       | Regierung                  |
| 23     | Ali Dschannati               | 220 Millionen       | Regierung                  |
| 24     | Sam Nazarian                 | 200 Millionen       | SBE Entertainment Group    |